# Vrh Vučica
Vrh Vučica je brežuljak u Samoborskom gorju, visine 542 m, čiji je sam vrh šumovit, a nalazi se ponad sela Beder i u blizini Noršić sela. Kako s njega nema vidikovca, sam vrh nije popularan među posjetiocima Samoborskog gorja, iako se na putu do vrha pružaju predivni vidici prema Zagrebu, Samoboru, Medvednici i ostatku Samoborskog gorja. Prilaz vrhu je prilično lagan i nije naporan, a vodi preko polja i gorskih livada. Preko samog vrha su povučeni električni vodovi. Što se planinarskih puteva i planinarskih obilaznica tiče, vrh Vučica je 2. kontrolna točka Samoborskog scoutskog puta, a žig kontrolne točke se nalazi na električnom stupu na vrhu u šumi.